# Coupe des champions de snooker
La coupe des champions (Champions Cup en anglais) était un tournoi de snooker professionnel de catégorie non classée qui s'est déroulé en Angleterre pendant huit saisons à partir de la saison 1994-1995. À l'origine, le tournoi était connu sous le nom de challenge de la charité (Charity Challenge). 
Le dernier vainqueur est John Higgins.

## Historique
Originellement appelé challenge de la charité, le tournoi était unique en son genre, car les joueurs s'affrontaient pour des œuvres caritatives et les prix étaient remis à des associations. Le tournoi débute lors de la saison 1994-1995. Il s'ouvre à un champ de 16 joueurs, réduit à 8 lors de la saison 1996-1997. 
Le tournoi est rendu célèbre par Stephen Hendry qui réalise un break maximum de 147 points dans la manche décisive de la finale de 1997 contre Ronnie O'Sullivan. C'est la seule fois qu'un break maximal fut réalisé dans la manche décisive d'une finale dans une compétition professionnelle.
Après cinq saisons, l'aspect caritatif est abandonné et remplacé par un nouveau format. Le tournoi est ainsi rebaptisé « Coupe des champions » et est disputé par les joueurs qui ont remporté des tournois majeurs la saison précédente. Lors de sa première année, elle adopte un format dans lequel le vainqueur remporte un prix de 175 000 livres sterling, tandis que les autres participants ne reçoivent aucun prix. Le prix du vainqueur est alors le deuxième plus élevé après celui du championnat du monde. Les années suivantes, le tournoi est doté d'un barème de prix plus conventionnel.
Le tournoi était retransmis sur ITV, mais fut supprimé du calendrier après l'édition de 2001 en raison de l'interruption de la couverture du snooker par ITV.

## Palmarès
| Année                                | Gagnant                              | Finaliste                            | Score                                | Saison                               |
| Challenge de la charité (non classé) | Challenge de la charité (non classé) | Challenge de la charité (non classé) | Challenge de la charité (non classé) | Challenge de la charité (non classé) |
| ------------------------------------ | ------------------------------------ | ------------------------------------ | ------------------------------------ | ------------------------------------ |
| 1995                                 | Stephen Hendry                       | Dennis Taylor                        | 9–1                                  | 1994-1995                            |
| 1996                                 | Ronnie O'Sullivan                    | John Higgins                         | 9–6                                  | 1995-1996                            |
| 1997                                 | Stephen Hendry (2)                   | Ronnie O'Sullivan                    | 9–8                                  | 1996-1997                            |
| 1998                                 | John Higgins                         | Ronnie O'Sullivan                    | 9–8                                  | 1997-1998                            |
| 1999                                 | John Higgins (2)                     | Ronnie O'Sullivan                    | 9–4                                  | 1998-1999                            |
| Coupe des champions (non classé)     |                                      |                                      |                                      |                                      |
| 1999                                 | Stephen Hendry (3)                   | Mark Williams                        | 7–5                                  | 1999-2000                            |
| 2000                                 | Ronnie O'Sullivan                    | Mark Williams                        | 7–5                                  | 2000-2001                            |
| 2001                                 | John Higgins (3)                     | Mark Williams                        | 7–4                                  | 2001-2002                            |